# Muntele Parnas
Muntele Parnas (/pɑrˈnæsəs/; în greacă Παρνασσός, Parnassos) este un munte de calcar în centrul Greciei, care se înalță deasupra orașului Delphi, la nord de Golful Corint, și oferă o panoramă pitorească a crângurilor cu măslini și a zonei rurale din apropiere. Potrivit mitologiei grecești, acest munte era un loc sacru pentru Dionysos, pentru Apollo și pentru nimfele coriciene și a fost reședința muzelor. Muntele a fost respectat , de asemenea, de dorieni. S-a sugerat că numele provine de la parnassas, adjectiv posesiv al cuvântului luwian parna ce înseamnă casă sau în mod specific templu, astfel încât numele ar putea însemna muntele pe care se află casa zeului.

## Geologie și geografie
Parnas este una dintre cele mai mari regiuni muntoase din Grecia Continentală și unul dintre cei mai înalți munți grecești. Se întinde pe teritoriul a trei municipalități, și anume Boeotia, Ftiotida și Focida, unde se află cea mai mare parte a sa. Altitudinea maximă este de 2.547 de metri, iar cel mai înalt vârf este Liakouras. La nord-est continuă cu muntele Giona și la sud cu muntele Kirphe. Numele său se datorează eroului omonim din mitologia greacă, fiul lui Cleopompus (sau Poseidon) și al Cleodorei, care a construit pe munte un oraș care a fost distrus în timpul Potopului lui Deucalion. Analiza etimologică arată, cu toate acestea, o origine preelenică a numelui, probabil din vremea pelasgilor, și pare a proveni din limba anatoliană luwiană.
Muntele este delimitat la est de valea Kephissus și la vest de valea Amphissa. Particularitatea geologică a Parnasului este reprezentată de existența unor depozite bogate de bauxită, care a determinat formarea unor exploatări miniere la sfârșitul anilor 1930, producând pagube ecologice unei părți a muntelui.
Într-una din depresiunile masivului muntos se află orașul sacru Delfi.

## Mitologie

Orfeu, viața și întâmplările în Parnas.

Muntele Parnas este numit după Parnassos, fiul nimfei Kleodora și a omului Kleopompus. Un oraș, al cărui conducător era Parnassos, a fost inundat de ploile torențiale. Cetățenii au fugit de inundații, urmându-i pe lupii care urlau sus pe versanții muntelui. Acolo supraviețuitorii au construit un alt oraș, pe care l-au numit Lykoreia, care în limba greacă înseamnă „urletele lupilor”. În timp ce Orfeu locuia cu mama sa și cu cele opt mătuși frumoase pe muntele Parnas, el l-a întâlnit pe Apollo, care îi făcea curte muzei Thalia. Apollo a devenit interesat de Orfeu și i-a dăruit o liră de aur, învățându-l să cânte la ea. Mama lui Orfeu l-a învățat să facă versuri pentru cântece. Deoarece Oracolul din Delphi era un loc sacru pentru zeul Apollo, muntele în sine a devenit asociat cu Apollo. Potrivit unor tradiții, Parnas a fost locul unde se aflau fântâna Castaliei și reședința muzelor; potrivit altor tradiții, această onoare i-a revenit Muntelui Helicon, un alt munte din același lanț muntos. Reședință a muzelor, Parnas a devenit cunoscut ca loc al poeziei, muzicii și științelor.
Parnas a fost, de asemenea, locul mai multor întâmplări minore din mitologia greacă.
- În unele versiuni grecești ale mitului potopului, corabia lui Deucalion a oprit pentru odihnă pe pantele muntelui Parnas. Aceasta este versiunea mitului povestită în Metamorfozele lui Ovidiu.
- Oreste și-a petrecut timpul ascunzându-se pe Muntele Parnas.
- Parnas a fost un loc sacru pentru zeul Dionysos.
- Peșterea Coriciană, situat pe pantele muntelui Parnas, a fost un loc sacru pentru Pan și pentru muze.
- În Cartea 19 a Odiseei, Ulise relatează o poveste despre cum a fost împuns în coapsă în timpul unei vânători de mistreți pe Muntele Parnas din tinerețea sa.

Parnas a fost, de asemenea, locul unde trăia Pegas, calul înaripat al lui Belerofon.
Parnas a fost considerat de vechii greci ca reședință a zeului Apollo și a 9 muze: Calliope (muza poeziei epice), Clio (muza istoriei), Erato (muza poeziei erotice), Euterpe (muza poeziei lirice), Melpomene (muza tragediei), Terpsihora (muza dansului), Thalia (muza comediei), Polyhymnia (muza retoricii) și Urania (muza astronomiei).

## Ca metaforă

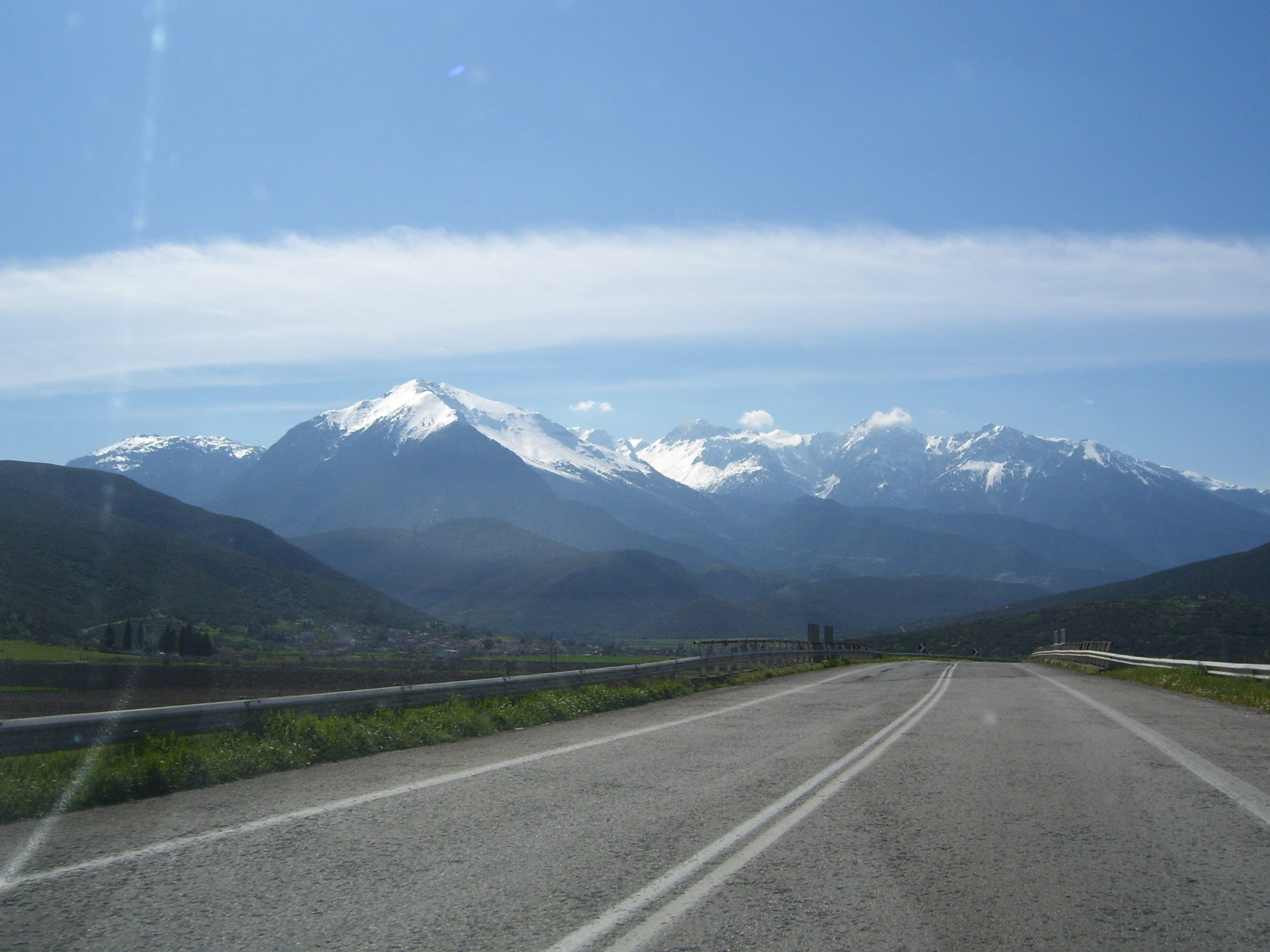
Muntele Parnas.

Această relație de munte cu muzele a oferit o instigare la o „mistificare” mai recentă, înființarea curentului poetico-artistic al secolului al XIX-lea numit parnasianism. Mișcarea parnasianistă a fost înființată în Franța în deceniul 1866-1876 ca o reacție la romantism prin revenirea la unele elemente clasiciste și la credința în doctrina „Artă pentru Artă”, exprimată pentru prima dată de Theophile Gautier. Periodicul Modern Parnassus, tipărit pentru prima dată de Catul Mendes și Xavier Ricard, conținea referiri directe la Muntele Parnas și la poziția sa mitologică de lăcaș al muzelor. Grupul parnasianiștilor, care nu depășea douăzeci de poeți, a exercitat o influență relativ puternică asupra vieții culturale din Paris, în special datorită tenacității lor de a obține o perfecțiune a rimei și a vocabularului. Parnasianismul a influențat mai mulți poeți francezi, dar, de asemenea, a exercitat o influență asupra poeților moderni greci, în special Kostis Palamas și Gryparis.
Numele muntelui (Mont Parnasse) a fost dat, de asemenea, unui cartier din Paris, aflat pe malul stâng al Senei, unde artiștii și poeții obișnuiau să se adune și să recite poezii în public. Montparnasse este unul dintre cele mai renumite cartiere ale orașului în zilele noastre și în cimitirul lui sunt îngropate mai multe personalități ale artei și culturii franceze.
Parnasul apare la început în The Battle of the Books (1697) a lui Jonathan Swift ca loc al unui război ideologic între antici și moderni.

## Parcul Național
Biodiversitatea semnificativă atât a florei, cât și a faunei a determinat autoritățile să înființeze Parcul Național Parnas în 1938, an în care a început exploatarea minieră a zăcămintelor de bauxită. Parcul are o suprafață de 15.000 ha (36.000 de acri) răspândită în regiunea muntoasă dintre Delphi, Arachova și Agoriani. Printre speciile endemice de floră protejate se află sub protecție sunt bradul grecesc (Abies cephalonica) și bujorul parnasian (Paeonia parnassica). În parc viețuiesc păsări prădătoare, lupi, mistreți, bursuci și nevăstuici.

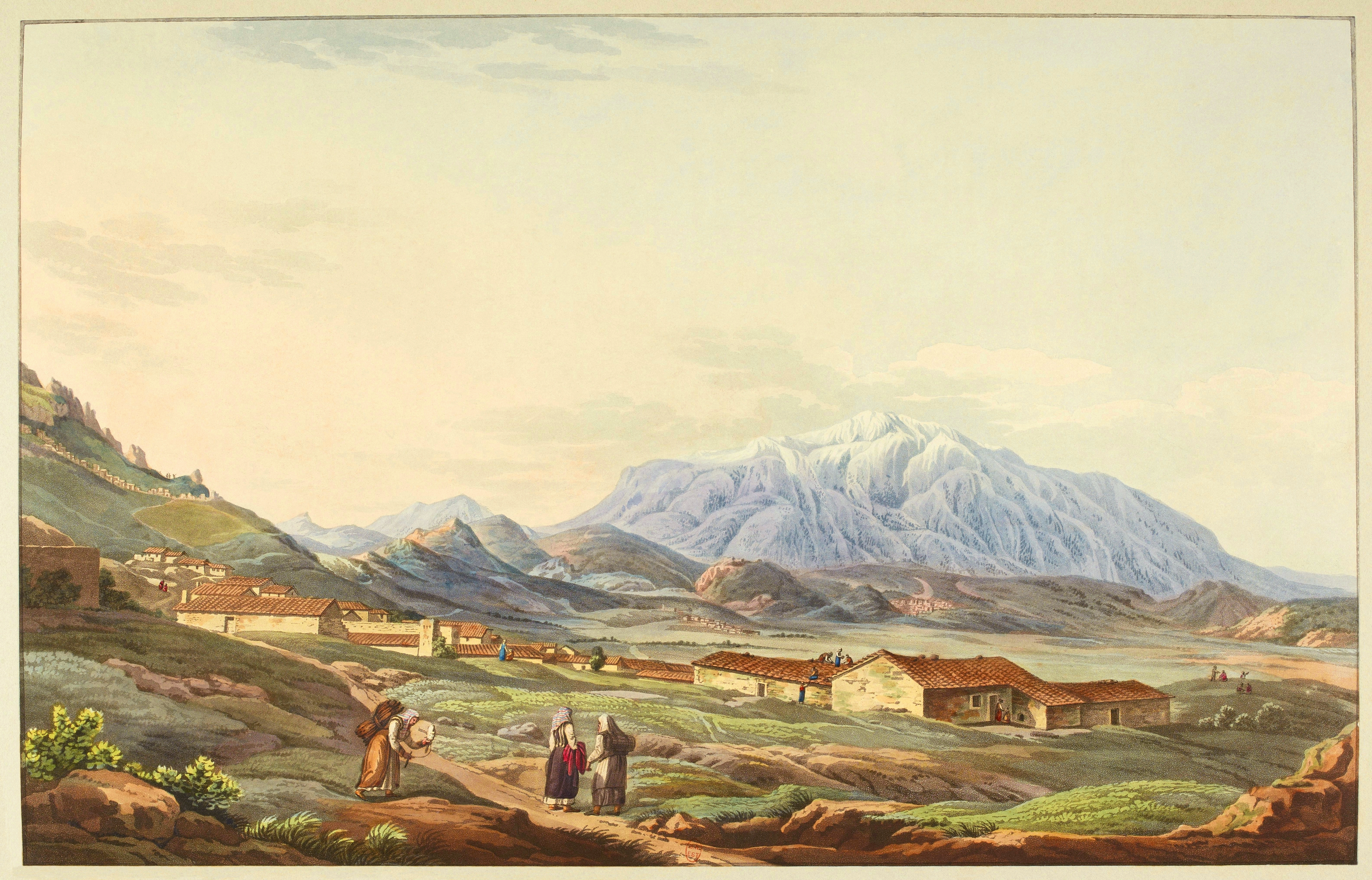
Muntele Parnas în 1821, pictură de Edward Dodwell.

## Stațiunea de schi Parnassos
Pantele de pe Muntele Parnas sunt compuse din două porțiuni de practicare a schiului, Kellaria și Fterolakka, care alcătuiesc, împreună, cel mai mare centru de schi din Grecia. Un centru mai mic de schi (doar două teleschiuri), numit Gerontovrahos, se află pe o creasta din Kellaria. Parnasul este exploatat minier datorită zăcămintelor abundente de bauxită care este convertită în oxid de aluminiu și apoi în aluminiu.
Construcția stațiunii de schi a început în 1975 și a fost finalizată în anul 1976, când primele două teleschiuri au început să funcționeze în Fterolaka. În 1981 a fost încheiată construirea unei noi zone de schi în Kelaria, în timp ce în sezonul de iarnă 1987-1988 telescaunul Hermes a început să funcționeze și să facă legătura între cele două zone de schi. Ambele stațiuni de schi au continuat să se extindă și, în 1993, a fost instalat primul quad de mare viteză din Grecia, numit Hercules. În perioada 2014-2015 au fost instalate două teleschiuri hibride noi, înlocuind vechea infrastructură.
Astăzi, Centrul de Schi conține 16 teleschiuri, două teleschiuri hibride care combină o telecabină cu opt locuri și un telescaun cu șase locuri, o telecabină cu opt locuri, un telescaun cu 4 locuri, un telescaun cu 2 locuri, 6 teleschiuri și patru teleschiuri pentru copii. Centrul de schi are 25 de pârtii marcate de schi și aproximativ 15 trasee de schi cu lungimea totală de 36 km, în timp ce pârtia cea mai lungă are 4 km.